# فقيش الهندي (لودر)

تعديل مصدري - تعديل

فقيش الهندي هي إحدى قرى عزلة زارة بمديرية لودر التابعة لمحافظة أبين، بلغ تعداد سكانها 21 نسمة حسب تعداد اليمن لعام 2004.